# Comrades, Almost a Love Story
Pour plus de détails, voir Fiche technique et Distribution.
Comrades, Almost a Love Story (甜蜜蜜, Tiánmì mì) est un film hong-kongais réalisé par Peter Chan, sorti le 2 novembre 1996.

## Synopsis
XiaoJun Li, jeune homme un peu simplet natif de Wusih, débarque à Hong Kong dans le but de commencer une nouvelle vie, pour la partager par la suite avec sa petite amie XiaoTing Li, restée pour l'instant dans leur ville natale. Jun ne parle que le mandarin, ce qui rend difficile un quotidien dans une ville où les langues parlées sont le cantonais et l'anglais. Recueilli par sa tante Li, il trouve très vite un boulot en tant que livreur. Un soir, en quête de nouveauté, il rencontre dans un McDonald's une jeune caissière du nom de Qiao Li. Se faisant passer pour une fille native de Hong Kong, cette immigrante cantonaise va aider le jeune homme à s'intégrer dans un environnement encore tout inconnu pour Jun.

## Fiche technique
- Titre : Comrades, Almost a Love Story
- Titre original : 甜蜜蜜, Tiánmì mì
- Réalisation : Peter Chan
- Scénario : Ivy Ho
- Musique : Tsang-Hei Chiu
- Pays d'origine : Hong Kong
- Format : Couleurs - 1,85:1 - Dolby Digital - 35 mm
- Genre : Drame, romance
- Durée : 118 minutes
- Date de sortie : 2 novembre 1996

## Distribution
- Leon Lai : XiaoJun Li
- Maggie Cheung : Qiao Li
- Eric Tsang : Pao Au-Yeung
- Len Berdick : Officier de l'immigration
- Christopher Doyle : Professeur d'anglais
- Irene Tsu : Tante Rosie
- Kristy Yang : XiaoTing Li

## Récompenses
- Prix de la meilleure actrice (Maggie Cheung), meilleure photographie (Jingle Ma), meilleur réalisateur, meilleur film, meilleur scénario et meilleur second rôle masculin (Eric Tsang), lors des Golden Bauhinia Awards 1997.
- Nomination pour le prix du meilleur second rôle masculin (Eric Tsang), lors du Golden Horse Film Festival 1997.
- Prix du meilleur film et de la meilleure actrice (Maggie Cheung), lors du Golden Horse Film Festival 1997.
- Nominations pour le prix du meilleur acteur (Leon Lai) et du meilleur débutant (Kristy Yang), lors des Hong Kong Film Awards 1997.
- Prix du meilleur film, meilleure actrice (Maggie Cheung), meilleur réalisateur, meilleur second rôle masculin (Eric Tsang), meilleur scénario, meilleure photographie (Jingle Ma), meilleure direction artistique, meilleurs costumes et meilleure musique, lors des Hong Kong Film Awards 1997.
- Prix de la meilleure actrice (Maggie Cheung), meilleur réalisateur et meilleur film, lors des Hong Kong Film Critics Society Awards 1997.
- Prix du meilleur film, lors du Festival international du film de Seattle 1997.

## Anecdotes
- Christopher Doyle, qui joue ici le rôle du professeur d'anglais, est un chef opérateur très connu, qui a déjà remporté près d'une dizaine de prix pour la meilleure photographie, parmi lesquels ceux de Nos années sauvages, In the Mood for Love, ou plus récemment Hero. Deux ans plus tard, en 1998, il jouera également un petit rôle dans Andromedia, de Takashi Miike.